# فايليت تشاشكي
جايسون داردو (بالإنجليزية: Violet Chachki)‏ (من مواليد 13 يونيو 1992)، ولد في أتلانتا، جورجيا منحدر من اصل إكوادوري، معروف بإسمه المسرحي ڤايوليت تشاتشكي هو دراق كوين، راقص burlesque، مغني، شخصية تلفزيونية وعارض أزياء. معروف بعد فوزه بالموسم السابع من روبول دراق ريس.

## حياته الفنية
بدأ داردو أداءه بشخصية ڤايوليت تشاتشكي في سن التاسعة عشر. استوحى اسم «ڤايوليت» من شخصية جنيفر تيلي في فيلم باوند، في حين أن «تشاتشكي» هو نوع مختلف من الكلمة اليديشية tchotchke وهي دمية صغيرة تستعمل كديكور. عرض داردو أول مره في حانة LeBuzz في ماريتا بولاية جورجيا واستخدم هوية مزيفة للدخول.
فاز بوقتٍ لاحق بـ لقب Miss New Faces في Friends on Ponce في أتلانتا وتبنت موهبته الدراق كوين والمتسابقة في روبول دراق ريس الموسم الثامن داكس اكسكلاميشن بوينت وكانت له بمثابة "drag mother". كان داردو مسجلاً في كلية ساڤانا للفن والتصميم، لكنه تركها للتركيز على الدراق حيث أصبح عضواً منتظمًا في فريق The Other Show في حانة Jungle في أتلانتا، مما أتاح له الظهور محليًا وسمح له بالمشاركة في العروض مع الاسكا ثاندرفاك وليدي باني وأماندا ليبور.
في عام 2013 ، تم تصوير داردو لـ"Legendary Children". وهو مشروع ركز على الدراق في أتلانتا وتم عرضه في جاليري 1526. بالرغم من انه كان مرتدياً قطعة متعارف عليها بين الدراق كوينز لإخفاء الأعضاء التناسلية (gaff) غُطيت الصورتان اللتان ظهر فيهما قضيبه بعد الشكاوي. في وقت لاحق جذب جدل الرقابة انتباه مجلة ڤايس. في عام 2014 ظهر داردو على غلاف أغنية "Cosplay". كما أنه ظهر في إعلان سلسلة Adult Swim.
بعد أن فشل في اختبار الموسم السادس نجح داردو في اختبار الموسم السابع من روبول دراق ريس. لوحظ تركيزه على الجماليات واسلوبه الواثق من قبل الحكام. في 1 يونيو 2015 ، فاز داردو بالمنافسة وحصل على جائزة نقدية قدرها 100000 دولار.
يشتهر داردو بعروض الـ burlesque ، بما في ذلك الرقص بالحبال aerial silk و aerial hoop. في يناير عام 2017 انضم داردو إلى Art of Teese وهو عرض جديد من إنشاء ديتا فون تيسي. في نوفمبر 2017 ، أصبح داردو أول دراق كوين في حملة إعلانية للملابس الداخلية لشركة Bettie Page Lingerie. في يناير 2018 سار داردو كـ عارض ازياء لـ موسكينو في مجموعة خريف 2018 في أسبوع الموضة في ميلانو.

## موسيقى
في 2 يونيو 2015 أصدر داردو الأغنية الرئيسية Bettie من ألبومه القادم. وصدر ألبومه Gagged في 30 يونيو 2015. في مايو 2018 أصدر داردو أغنيته الفردية الرابعة  A Lot More Me

## الحياة الخاصة
يعرّف داردو على أنه مائع جنسي "sexfluid"، والذي يعني انتقاله بين الجنسين بما يشعر به. كما وصفه «في بعض الأيام أشعر بأنني أنثى وفي بعض الأيام أشعر بأنني رجل. في بعض الأيام لا أريد أن ازيل المكياج وفي بعض الأيام لا أريد أن أضعه».، ولا يمانع أن يشار إليه باسم «ڤايليت» عندما يكون خارج الدراق.

## روابط خارجية
- فايليت تشاشكي على موقع IMDb (الإنجليزية)
- فايليت تشاشكي على موقع ميوزك برينز (الإنجليزية)
- فايليت تشاشكي على موقع ديسكوغز (الإنجليزية)
- فايليت تشاشكي على موقع قاعدة بيانات الفيلم (الإنجليزية)